# كأس البرتغال 1942–43
كأس البرتغال 1942–43 (بالبرتغالية: Taça de Portugal de 1942–43) هو الموسم 5 من كأس البرتغال. كان عدد الأندية المشاركة فيه 16، وفاز فيه سبورتينغ لشبونة.